# Ville de Latrobe
Pour les articles homonymes, voir La Trobe.
La Ville de Latrobe (City of Latrobe) est une zone d'administration locale dans l'est du Victoria en Australie.
Elle comprend les villes (Cities) de Moe, Morwell et Traralgon ainsi que les villes (towns) de  Boolarra, Churchill et Yallourn North.
La ville fut créée sous le nom de comté de Latrobe en 1994 par suite de la fusion des villes de Moe, Morwell, Traralgon et partiellement des comtés de Narracan et Rosedale, et est devenue une « city » en 2000. Elle abrite quelques-unes des principales centrales électriques à charbon d'Australie notamment celles de :
- Loy Yang
- Hazelwood, propriété d'Engie, qui a été touchée en 2014 par un très important incendie qui a causé des dommages environnementaux et sanitaires majeurs. Il s'agit de l'une des centrales à charbon les plus polluantes au monde[1].
- Morwell
- Yallourn.

## Événements
Les habitants de cette zone ont ressenti le tremblement de terre de magnitude 5,2 à 5,4 avec des répliques à 3,1, qui secoua le Victoria le 19 juin 2012,.